# Dexter Holland
Bryan Keith Holland (Garden Grove, 29 de diciembre de 1965), más conocido como Dexter Holland, es el cantante y guitarrista de la banda de punk rock The Offspring. También ostenta el grado de Doctor en Biología Molecular. Aparte de ser músico, regenta un restaurante en California y tiene su propia marca de salsa picante llamada Gringo Bandito.
Tras fracasar en el intento por entrar en un concierto de la banda de punk rock Social Distortion en 1984, Holland comenzó a tocar con su amigo Greg K bajo el nombre Manic Subsidals, antes de formar The Offspring y alcanzar el éxito a nivel mundial.
Considerado una influencia musical para adolescentes en los años 90 y 2000.

## Biografía
Es el tercero de cuatro hermanos hijos de un administrador de un hospital y una maestra. Su hermano mayor influenció su interés por la música cuando le regaló un álbum recopilatorio de la emisora KROQ. Estudió en la Pacifica High School de Garden Grove (como Greg K y Noodles). Tras terminar la secundaria ingresó a la Universidad del Sur de California, donde consiguió un Bachelor of Science en biología y un Master of Science en biología molecular; posteriormente comenzó un PhD en biología molecular. Holland obtuvo su PhD en biología molecular en mayo de 2017 con una tesis sobre la secuencia del RNA del virus del VIH.
En 1984, Holland y Greg K decidieron formar una banda y surgió el nombre de Manic Subsidial. Sin embargo, el batería y el guitarrista de esa recién formada banda decidieron abandonar para continuar con los estudios. Holland dio con una banda llamada Clowns of Death, donde tocaban Kevin Wasserman ("Noodles") y Ron Welty. Dexter los convenció para ingresar en su banda, y así, abandonaron su grupo anterior.
La compañía discográfica independiente Nemesis Records se fijó en ellos para lanzar su disco debut homónimo The Offspring. En 1992, The Offspring ya había lanzado su segundo álbum, Ignition. Holland, tras licenciarse, decidió cursar un doctorado en la Universidad del Sur de California, pero se vio obligado a dejarlo por la mitad, ya que el éxito que le había llegado con el tercer disco de la banda, Smash, no le permitió seguir estudiando. Dexter contó: 

Cuando salió Smash ya llevábamos diez años como banda. Nos formamos en 1985 sólo por diversión, no teníamos un contrato de grabación. Finalmente fichamos para Epitaph en 1992 y entonces salió Ignition. Cuando sacamos Smash las cosas cambiaron muy rápido. Pasamos de que nadie nos conociera a que nos conociera muchísima gente. Eso es lo que más recuerdo de aquella época. Fue un periodo emocionante.
Dexter Holland

En 1997 contrajo matrimonio con Kristine Luna. Tuvo una hija, llamada Alexa, producto de un anterior matrimonio (su anterior esposa falleció en un accidente automovilístico). Es sobrino del director de películas de terror Tom Holland y primo del actor Josh Holland. En 1994 fundó el sello discográfico independiente Nitro Records con su compañero Greg Kriesel; Holland estuvo a cargo del sello hasta 2013. En 1996 consiguió el certificado de piloto de avión. A finales de 2006 sacó al mercado su propia salsa picante, Gringo Bandito.
Dexter casi siempre ha vivido en Orange County (California).

### Napster e internet

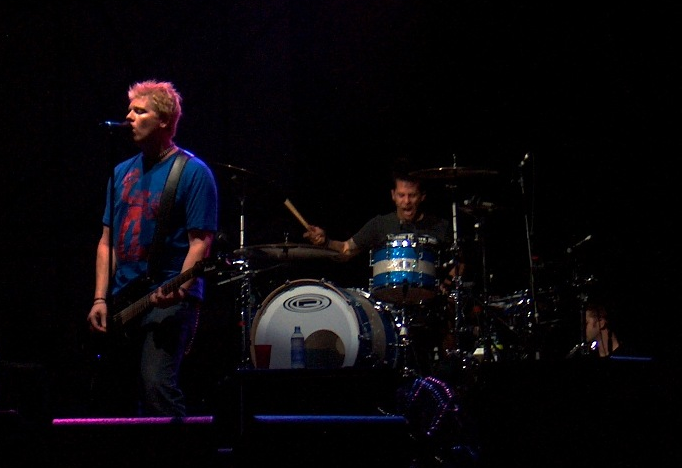
Holland en el Rock In Idro de Milán, en 2005.

En el año 2000, Holland y The Offspring se vieron envueltos en una serie de conflictos creados por ellos mismos que les costó varios problemas con su discográfica, Columbia Records. La polémica salta cuando decidieron ofrecer su nuevo álbum, Conspiracy of One, gratis vía internet con prioridad a su fecha inicial de lanzamiento en noviembre. Aquellos que bajaban el disco eran automáticamente registrados en un concurso para ser premiados con un millón de dólares (en vivo en MTV en el día del lanzamiento del álbum).
Fue algo que estuvieron hablando entre todos y llevaron la idea adelante porque sentían que le debían algo a sus seguidores por el apoyo que les habían dado. El grupo quería hacer algo que hiciese hablar a la gente sobre su nuevo álbum y que funcionara también a nivel promocional. Aunque en un principio parecía que Sony les iba a dejar llevar a cabo su experimento, los abogados intervinieron en el asunto, pues pensaban que el álbum no iba a poder editarse hasta dentro de un año. El grupo quería grabar el álbum y salir inmediatamente de gira para presentarlo, así que llegaron a un acuerdo con Columbia y finalmente todo les salió bien, aunque tuvieron que aceptar algunas condiciones.
También tuvieron serios problemas al encabezar una cruzada a favor de Napster, junto a bandas como Limp Bizkit o Radiohead. Incluso en un principio, Holland y su banda llegaron a vender merchandising de la compañía sin permiso previo de ésta. Sin embargo, en vez de denunciar a la banda de Holland, aprovecharon el tirón, agradecieron el apoyo y colaboraron con la banda en la comercialización de productos con el logo de Napster.

## Equipo musical
A lo largo de su carrera ha usado guitarras Ibanez USA Custom con cuerdas DR 10 Gauge. Afina las guitarras con afinadores Sabine RT-1601 Rack. Los amplificadores que usa son de las marcas Mesa Boogie y Bogner y también utiliza convertidores Furman.